# Bernd Timm
Bernd Timm ist ein ehemaliger deutscher Handballspieler.

## Werdegang
Timm spielte für den TSV Tempelhof-Mariendorf. 1981 gelang ihm mit den Reinickendorfer Füchsen als Meister der Regionalliga Berlin sowie anschließender Sieger der Aufstiegsspiele der Sprung in die Handball-Bundesliga. Im selben Jahr nahm Timm mit der bundesdeutschen Auswahl an der Junioren-Weltmeisterschaft in Portugal teil und erreichte mit ihr dort den neunten Rang.
Noch als Regionalliga-Spieler wurde Timm im Januar 1981 erstmals in die bundesdeutsche A-Nationalmannschaft berufen. Bei der Weltmeisterschaft 1982 im eigenen Land gehörte er zum Aufgebot der Mannschaft, die Siebter wurde.
Auf Vereinsebene spielte der im Rückraum eingesetzte Timm später für den MTSV Schwabing, mit dem er 1986 DHB-Pokalsieger wurde.